# Чемпіонат України з хокею 1997—1998
6-й розіграш чемпіонату України з хокею відбувся в зимовому сезоні 1997—1998 років.

## Регламент змагань
Регламент першості передбачав проведення двох етапів змагань. На першому етапі проводився двоколовий регулярний чемпіонат, за наслідками якого визначалися чотири найкращі команди.
Другий етап складався зі швидкоплинної стадії плей-оф для визначення чемпіона та призерів першості.

### Склад учасників
Участь у шостому чемпіонаті України взяли команди, що змагалися в минулому розіграші — київські «Сокіл», «Крижинка», АТЕК, «Політехнік-Яся», СДЮШОР «Сокіл» та харківська СДЮСШОР.
Замість київської аматорської команди «Іварс» (що припинила існування) в першості дебютував новостворений армійський клуб «Беркут-ППО».

### Регулярний чемпіонат
В регулярному сезоні відбулося 42 матчі. Перше коло тривало з 3 листопада до 27 грудня 1997 року, а друге — з січня по березень 1998 року.
Матч першого кола між «Беркут-ППО» та «Соколом» (що завершився з рахунком 0:2) пішов одночасно і до заліку першості Східноєвропейської хокейної ліги.
| Місце | Команда               | 1        | 2       | 3       | 4        | 5        | 6        | 7        | І  | В  | Н | П | Ш     | Р   | О  |
| ----- | --------------------- | -------- | ------- | ------- | -------- | -------- | -------- | -------- | -- | -- | - | - | ----- | --- | -- |
| 1     | «Сокіл» Київ          |          | 5:1 8:3 | 2:0 5:2 | 1:1 10:0 | 12:0 9:2 | +:- 12:3 | 11:0 9:0 | 12 | 11 | 1 | 0 | 84:12 | +72 | 23 |
| 2     | «Політехнік-Яся» Київ | 1:5 3:8  |         | 1:3 5:3 | 8:4 2:3  | 6:4 4:2  | +:- 9:4  | 4:2 4:1  | 12 | 8  | 0 | 4 | 47:39 | +8  | 16 |
| 3     | «Беркут-ППО» Київ     | 0:2 2:5  | 3:1 3:5 |         | 5:4 9:1  | 1:1 6:3  | 4:7 1:4  | 4:1 3:1  | 12 | 6  | 1 | 5 | 41:35 | +6  | 13 |
| 4     | СДЮСШОР Харків        | 1:1 0:10 | 4:8 3:2 | 4:5 1:9 |          | 11:0 8:5 | 2:1 4:3  | 1:3 9:4  | 12 | 6  | 1 | 5 | 48:51 | -3  | 13 |
| 5     | АТЕК Київ             | 0:12 2:9 | 4:6 2:4 | 1:1 3:6 | 0:11 5:8 |          | 3:2      | 4:4 7:2  | 12 | 3  | 2 | 7 | 34:67 | -33 | 8  |
| 6     | «Крижинка» Київ       | -:+ 3:12 | -:+ 4:9 | 7:4 4:1 | 1:2 3:4  | 2:3      |          | 8:2 2:6  | 12 | 3  | 0 | 9 | 36:46 | -10 | 6  |
| 7     | СДЮШОР «Сокіл» Київ   | 0:11 0:9 | 2:4 1:4 | 1:4 1:3 | 3:1 4:9  | 4:4 2:7  | 2:8 6:2  |          | 12 | 2  | 1 | 9 | 26:66 | -40 | 5  |

### Плей-оф
Серія плей-оф тривала з 20 по 22 березня 1998 року і передбачала проведення одного матчу на кожній стадії.
|  | Півфінал |                       |          |  |   |                   |                       |                   |
|  | 1        | «Сокіл» Київ          | 7        |  |   |                   |                       |                   |
|  | 4        | СДЮСШОР Харків        | 3        |  |   | Фінал             | Фінал                 | Фінал             |
|  |          |                       |          |  |   | 1                 | «Сокіл» Київ          | 5                 |
|  | Півфінал | Півфінал              | Півфінал |  | 3 | «Беркут-ППО» Київ | 2                     |                   |
|  | 2        | «Політехнік-Яся» Київ | 2        |  |   |                   |                       |                   |
|  | 3        | «Беркут-ППО» Київ     | 3        |  |   | Матч за 3-є місце | Матч за 3-є місце     | Матч за 3-є місце |
|  |          |                       |          |  |   | 4                 | СДЮСШОР Харків        | 3                 |
|  |          |                       |          |  |   | 2                 | «Політехнік-Яся» Київ | 8                 |

#### Півфінали
| 20 березня 1998 | «Політехнік-Яся» Київ | 2 : 3 (Б) (0:0, 1:0, 1:2, 0:0, 0:1) | «Беркут-ППО» Київ | Льодовий Палац профспілок Глядачів: 300 |

| |                            | |  | Арбітри: В. Ковальчук, С. Дронговський, А. Григоренко |
| О. Куликов (С. Лубнін, А. Доніка) — більш. — 32:20 К. Касянчук — 53:56 О. Куликов С. Лубнін М. Майко А. Уткін П. Чурсін М. Майко Радченко | 1:0 1:1 1:2 2:2 Буліти 2:3 | 43:12 — О. Благой (О. Сухенко) — більш. 45:53 — А. Кузьминський (О. Благой) С. Годований О. Благой О. Сухенко А. Воюш Ю. Наваренко О. Сухенко 70:00 — А. Буточнов |  |                                                       |
| 8 хв. | Вилучення                  | 2 хв. |  |                                                       |
| |                            | |  |                                                       |

| 21 березня 1998 | «Сокіл» Київ | 7 : 3 (1:0, 4:1, 2:2) | СДЮСШОР Харків | Льодовий Палац профспілок Глядачів: 200 |

| |                                         |                                                                                           |  | Арбітри: О. Лускань, М. Урда, А. Севрук |
| В. Олецький (В. Гончаренко, А. Савченко) — 18:35 В. Свобода (А. Овчинников, О. Синьков) — 23:14 В. Гончаренко — 25:03 А. Овчинников — 30:11 В. Шевченко (В. Бобровников) — 37:00 В. Зозовський (Д. Марковський, О. Зіневич) — більш. — 40:33 І. Юрченко (Д. Марковський) — 43:52 | 1:0 1:1 2:1 3:1 4:1 5:1 6:1 7:1 7:2 7:3 | 20:47 — О. Сидоренко 51:00 — Васильєв (Холодов, Є. Сиченко) 55:02 — Васильєв (Є. Сиченко) |  |                                         |
| 16 хв. | Вилучення                               | 22 хв.                                                                                    |  |                                         |
| |                                         |                                                                                           |  |                                         |

#### Матч за 3-є місце
| 22 березня 1998 | СДЮСШОР Харків | 3 : 8 (0:1, 1:5, 2:2) | «Політехнік-Яся» Київ | Льодовий Палац профспілок Глядачів: 150 |

|                                                                     | В. Середенко                                | Голкіпери | В. Жидких | Арбітр: О. Друкаренко |
| Гамсін — 31:04 О. Сидоренко (Є. Сиченко) — 46:35 О. Кобіков — 58:54 | 0:1 0:2 0:3 0:4 1:4 1:5 1:6 2:6 2:7 2:8 3:8 | 03:35 — С. Рублівський (К. Касянчук, А. Уткін) 24:07 — Р. Безщасний 24:55 — Р. Безщасний (Д. Заблудовський, П. Гоменюк) 26:50 — А. Уткін (С. Рублівський) 34:00 — П. Чурсін (А. Кузьминський) — менш. 35:48 — А. Уткін (Гоменюк) 51:53 — Терновий (Успенський) 54:24 — С. Рублівський |           | Арбітр: О. Друкаренко |
| 2 хв.                                                               | Вилучення                                   | 8 хв. |           | Арбітр: О. Друкаренко |
|                                                                     |                                             | |           | Арбітр: О. Друкаренко |

#### Фінал
| 22 березня 1998 | «Сокіл» Київ | 5 : 2 (2:1, 3:0, 0:1) | «Беркут-ППО» Київ | Льодовий Палац профспілок Глядачів: 300 |

| | Є. Бруль (00:00 — 32:15) О. Васильєв (32:15 — 59:14) | Голкіпери                               | М. Приятель (00:00 — 35:34) А. Каращук (35:34 — 60:00) | Арбітри: В. Ковальчук, А. Севрук, А. Григоренко |
| В. Олецький — 01:42 О. Зіневич (Ю. Лясковський, Д. Дідковський) — більш. — 13:01 О. Синьков (А. Овчинников) — менш. — 26:57 О. Зіневич (В. Гончаренко, В. Шевченко) — 32:34 Д. Дідковський (Д. Марковський) — 35:34 | 1:0 2:0 2:1 3:1 4:1 5:1 5:2                          | 18:37 — Сидоров 59:44 — Олійник — п. в. |                                                        | Арбітри: В. Ковальчук, А. Севрук, А. Григоренко |
| 55 хв. | Вилучення                                            | 12 хв.                                  |                                                        | Арбітри: В. Ковальчук, А. Севрук, А. Григоренко |
| |                                                      |                                         |                                                        | Арбітри: В. Ковальчук, А. Севрук, А. Григоренко |

## Підсумкова класифікація
| Місце | Команда               |
| ----- | --------------------- |
| 1     | «Сокіл» Київ          |
| 2     | «Беркут-ППО» Київ     |
| 3     | «Політехнік-Яся» Київ |
| 4     | СДЮСШОР Харків        |
| 5     | АТЕК Київ             |
| 6     | «Крижинка» Київ       |
| 7     | СДЮШОР «Сокіл» Київ   |

## Команда-переможець
| Чемпіон України «Сокіл» Київ | Воротарі: Євген Бруль • Олександр Васильєв. Захисники: Олексій Бернацький • Юрій Лясковський • Олександр Муханов • Андрій Савченко К • Сергій Садій • Владислав Шевченко • Ігор Юрченко. Нападники: Василь Бобровников • Віктор Гончаренко • Данило Дідковський • Олександр Зіневич • Владислав Зозовський • Олександр Ісаєв • Олег Крикуненко • Дмитро Марковський • Андрій Овчинников • Валентин Олецький • Сергій Разін • Валерій Свобода • Олег Синьков • Олександр Сухенко • Денис Тарахчан • Василь Фадєєв (мол.) • Сергій Харченко. Головний тренер: Олександр Юрійович Сеуканд. Президент: Сергій Генадійович Старицький. |